# 하야시다구
하야시다구(林田区)는 효고현 고베시에 설치되었던 행정구이다. 현재의 나가타구의 대부분, 효고구 남부, 스마구의 일부에 해당한다.